# Бідани
Бідани́ —  село в Україні, у Грунській сільській громаді Охтирського району Сумської області. Населення становить 59 осіб. Колишній орган місцевого самоврядування — Рибальська сільська рада.

## Географія
Село Бідани знаходиться на відстані 1,5 км від лівого берега річки Грунь. Примикає до села Бандури, на відстані 1 км знаходяться села Пластюки, Івахи і Рибальське. До села примикають невеликі лісові масиви.

## Історія
12 червня 2020 року, відповідно до розпорядження Кабінету Міністрів України № 723-р «Про визначення адміністративних центрів та затвердження територій територіальних громад Сумської області», село увійшло до складу Грунської сільської громади.
19 липня 2020 року, в результаті адміністративно-територіальної реформи та ліквідації Охтирського району(1923-2020), громада увійшла до складу новоутвореного Охтирського району.

## Населення

### Мова
Розподіл населення за рідною мовою за даними перепису 2001 року:
| Мова       | Кількість | Відсоток |
| ---------- | --------- | -------- |
| українська | 58        | 98.31%   |
| білоруська | 1         | 1.69%    |
| Усього     | 59        | 100%     |

## Культура
Традиція приготування сушки з фруктів у селах Охтирщини є об'єктом нематеріальної культурної спадщини України.

## Персоналії
Галушка Станіслав Сергійович — український військовик, учасник російсько-української війни.